# Khanqah du Sultan Faraj ben Barquq
Le  Khanqah du Sultan Faraj ben Barquq  est un khanqah et un mausolée mamelouk au Caire en Égypte. L’édifice fut complété en 1411 pour le sultan An-Nâsir Faraj ben Barquq.
Les chroniqueurs Ahmad al-Maqrîzî et Ibn Taghribirdi décrivent ce monument. Les émirs Yunus al-Dawadar et Lajin al-Turuntay supervisèrent sa construction.

## Voir également
- Architecture mamelouke

## Référence
- (en) D. Behrens-Abouseif, Cairo of the Mamluks, Ed. I.B.Tauris, 2007, p. 231-232.